# Cladobethylus insularis
Cladobethylus insularis  (лат.) —  вид ос-блестянок рода Cladobethylus из подсемейства Amiseginae.

## Распространение
Океания: Папуа - Новая Гвинея.

## Описание
Мелкие осы-блестянки (длина тела от 5 до 7 мм, крупнейший вид своего рода). Отличаются белыми первым, вторым и третьим члениками жгутика усика, белыми вершинами бёдер ног, пропорциями члеников антенн, голубоватым отблеском поверхности тела. Основная окраска тела буровато-чёрная (усики и ноги светлее). Пронотум короткий, примерно вдвое короче (0,5-0,6) комбинированной длины скутума, скутеллюма и метанотума вместе взятых. Скутум с нотаулями. Самки и самцы крылатые. Коготки лапок без зубцов. Паразитоиды насекомых, выведены из Eurycantha insularis  Lucas (Phasmatodea: Phasmatidae).

## Систематика
Вид был впервые описан в 2012 году., а его валидный статус подтверждён в 2019 году во время ревизии рода Cladobethylus, проведённой американским гименоптерологом профессором Линн Кимсей (Lynn S. Kimsey, Bohart Museum of Entomology, Department of Entomology, Калифорнийский университет в Дэвисе, Калифорния, США).